# Glenn County
Glenn County je okres ve státě Kalifornie v USA. K roku 2010 zde žilo 28 122 obyvatel. Správním městem okresu je Willows. Celková rozloha okresu činí 3 437,3 km².

## Sousední okresy
| Růžice kompasu |                  | Tehama County |              | Růžice kompasu |
| Růžice kompasu | Mendocino County | Sever         | Butte County | Růžice kompasu |
| Růžice kompasu | Mendocino County | Glenn County  | Butte County | Růžice kompasu |
| Růžice kompasu | Mendocino County | Jih           | Butte County | Růžice kompasu |
| Růžice kompasu | Lake County      | Colusa County |              | Růžice kompasu |